# داني بريدغ
داني بريدغ (بالإنجليزية: Danny Bridge)‏ هو لاعب دوري الرغبي أيرلندي، ولد في 4 يناير 1993 في أولدم في المملكة المتحدة.